# Hypofysinsufficiens
Hypopituitarism, hypofysinsufficiens, hypofyssvikt eller hypofysär underproduktion innebär att produktionen av ett eller flera av hypofysens hormoner är nedsatt.

## Orsaker
Den vanligaste orsaken är en destruktiv tumör. Andra orsaker kan vara slag mot skalle, medfött fel och skador på grund av cirkulationsrubbningar.

## Symtom
Olika hormonbrister ger olika symtom. Fysisk och psykisk trötthet upplevs generellt hos de drabbade. Anemi är vanligt. Diabetes insipidus kan uppstå.

## Behandling
Behandling sker med syntetiska hormoner. ACTH- och medföljande kortisolbrist kan vara livshotande och bör behandlas med kortisol.